# Campionato israeliano di calcio
Il campionato israeliano di calcio (מערכת הליגות הישראלית) è un insieme di tornei nazionali istituiti dalla Federazione calcistica d'Israele (IFA). I campionati sono suddivisi e organizzati in 5 livelli: la Ligat ha'Al e la Liga Leumit, entrambe a girone unico, la Liga Alef, divisa in due gironi (nord e sud), la Liga Bet, divisa in quattro gironi, e la Liga Gimel, divisa in sei gironi.

## Storia
La prima edizione del campionato fu disputata nel 1932 durante il Mandato britannico della Palestina, come "Campionato della Palestina/Eretz Israele".
Dopo la nascita dello Stato d'Israele, la prima serie prese il nome di Liga Alef. In occasione della stagione 1951-1952, fu istituita la seconda divisione, con il nome di Liga Bet.
Una prima profonda ristrutturazione del campionato israeliano ebbe luogo alla vigilia della stagione 1953-1954, allorché l'IFA istituì la nuova prima divisione, la Liga Leumit, declassando la Liga Alef e la Liga Bet rispettivamente a seconda e terza serie.
Nel 1974 una nuova riforma dei tornei nazionali, in conseguenza del cospicuo aumento del numero dei club calcistici israeliani, condusse l'IFA alla creazione della Liga Artzit, che si inserì, quale seconda serie, tra la Liga Leumit e la Liga Alef. Quest'ultima divenne, pertanto, la terza divisione, mentre la Liga Bet diventò la quarta serie.
Un'ulteriore ristrutturazione del campionato israeliano ebbe luogo nel 1999. In quell'anno, l'IFA istituì la Ligat ha'Al quale nuovo massimo torneo calcistico nazionale, così declassando la Liga Leumit a seconda serie, la Liga Artzit a terza , la Liga Alef a quarta e la Liga Bet a quinta divisione.
L'ultimo riassestamento del campionato avvenne nel 2009, allorché l'IFA abolì la Liga Artzit. In conseguenza di ciò, la Liga Alef tornò la terza divisione e la Liga Bet la quarta, mentre venne costituita una nuova quinta serie, la Liga Gimel.

## Struttura dei campionati
| Livello | Livello | Serie                                     | Serie                                     | Serie                                         | Serie                                         | Serie                                | Serie                                | Serie                                         | Serie                                         | Serie                                             | Serie                                             | Serie                                          | Serie                                          | Serie                     | Serie                     |
| ------- | ------- | ----------------------------------------- | ----------------------------------------- | --------------------------------------------- | --------------------------------------------- | ------------------------------------ | ------------------------------------ | --------------------------------------------- | --------------------------------------------- | ------------------------------------------------- | ------------------------------------------------- | ---------------------------------------------- | ---------------------------------------------- | ------------------------- | ------------------------- |
| 1       | 1       | Ligat ha'Al 14 squadre                    | Ligat ha'Al 14 squadre                    | Ligat ha'Al 14 squadre                        | Ligat ha'Al 14 squadre                        | Ligat ha'Al 14 squadre               | Ligat ha'Al 14 squadre               | Ligat ha'Al 14 squadre                        | Ligat ha'Al 14 squadre                        | Ligat ha'Al 14 squadre                            | Ligat ha'Al 14 squadre                            | Ligat ha'Al 14 squadre                         | Ligat ha'Al 14 squadre                         | Ligat ha'Al 14 squadre    | Ligat ha'Al 14 squadre    |
| 2       | 2       | Liga Leumit 16 squadre                    | Liga Leumit 16 squadre                    | Liga Leumit 16 squadre                        | Liga Leumit 16 squadre                        | Liga Leumit 16 squadre               | Liga Leumit 16 squadre               | Liga Leumit 16 squadre                        | Liga Leumit 16 squadre                        | Liga Leumit 16 squadre                            | Liga Leumit 16 squadre                            | Liga Leumit 16 squadre                         | Liga Leumit 16 squadre                         | Liga Leumit 16 squadre    | Liga Leumit 16 squadre    |
| 3       | 3       | Liga Alef Nord 16 squadre                 | Liga Alef Nord 16 squadre                 | Liga Alef Nord 16 squadre                     | Liga Alef Nord 16 squadre                     | Liga Alef Nord 16 squadre            | Liga Alef Nord 16 squadre            | Liga Alef Sud 16 squadre                      | Liga Alef Sud 16 squadre                      | Liga Alef Sud 16 squadre                          | Liga Alef Sud 16 squadre                          | Liga Alef Sud 16 squadre                       | Liga Alef Sud 16 squadre                       | Liga Alef Sud 16 squadre  | Liga Alef Sud 16 squadre  |
| 4       | 4       | Liga Bet Nord A 16 squadre                | Liga Bet Nord A 16 squadre                | Liga Bet Nord A 16 squadre                    | Liga Bet Nord B 16 squadre                    | Liga Bet Nord B 16 squadre           | Liga Bet Nord B 16 squadre           | Liga Bet Sud A 16 squadre                     | Liga Bet Sud A 16 squadre                     | Liga Bet Sud A 16 squadre                         | Liga Bet Sud A 16 squadre                         | Liga Bet Sud B 16 squadre                      | Liga Bet Sud B 16 squadre                      | Liga Bet Sud B 16 squadre | Liga Bet Sud B 16 squadre |
| 5       | 5       | Liga Gimel Nord - Alta Galilea 15 squadre | Liga Gimel Nord - Alta Galilea 15 squadre | Liga Gimel Nord - Valle di Jezreel 16 squadre | Liga Gimel Nord - Valle di Jezreel 16 squadre | Liga Gimel Nord - Samaria 16 squadre | Liga Gimel Nord - Samaria 16 squadre | Liga Gimel Sud - Pianura di Sharon 16 squadre | Liga Gimel Sud - Pianura di Sharon 16 squadre | Liga Gimel Sud - Distretto di Tel Aviv 16 squadre | Liga Gimel Sud - Distretto di Tel Aviv 16 squadre | Liga Gimel Sud - Distretto Centrale 15 squadre | Liga Gimel Sud - Distretto Centrale 15 squadre |                           |                           |